# Mubàixir Bahadur
Mubàixir Bahadur (Mubashir Bahadur) fou un emir turcomongol de Tamerlà a cavall entre els segles xiv i xv, mort el 1410. Fou senyor de Giaukerch i Huberi.
El 1377 va participar en la guerra contra la Horda Blanca i va fer un presoner. El 1384 fou un dels amirs encarregats de preparar el setge de Kandahar que, en veient una oportunitat, van assaltar la ciutat i la van conquerir; el governador fou fet presoner i enviat a la cort de Tamerlà on fou penjat. En la campanya de Gurgan i Mazanderan de 1384, l'avantguarda de Timur (manada per Mubashir, Shaikh Ali Bahadur, Sevinjik Bahadur i altres) va topar amb la d'Amir Wali a un lloc anomenat Giaukerch. Mubashir va resultar greument ferit en el combat, però tot i així va carregar i va encaminar la victòria. Tamerlà li va concedir el siorgal (senyoria hereditària) de Giaukerch i Hurberi per gaudir de les rendes a perpetuïtat. En la campanya al Kurdistan de 1393 un correu va ordenar a alguns amirs de sotmetre a tots els caps kurds i si algun refusava assolar i saquejar el seu territori; seguint les ordres els amirs van anar a Shebtxal i més enllà de la muntanya de Bistun on tres dels amirs, Sevinjik Bahadur, Timur Khoja (fill d'Ak Bugha) i Mubashir Bahadur, es van separar amb un cos d'exèrcit per anar profundament al país kurd. A meitat de desembre de 1393 Mubàixir va arribar al campament reial a Harbi, acompanyat de l'amir Arghun Shah (nadiu del Kuhistan).
En la campanya del Caucas del 1396 els timúrides van atacar Uchinje, ciutat poblada de cristians, i la van assetjar, devastant i saquejant tota la comarca. Llavors va arribar des de Kazikumukh i Ausgerd el cap Shukel amb 3000 homes, en ajut d'Uchinje, però Timur els va atacar per sorpresa amb només 500 homes entre els quals l'amir Mubàixir i els va derrotar, matant una part i posant la resta en fuita. Mubàixir Bahadur va seguir a Shukel i el va atrapar i matar d'una fletxa i el seu cap fou portat a Tamerlà.
El 1399, a la tornada de l'Índia, quan Tamerlà va arribar a Kabul va despatxar a Mubàixir amb algunes tropes amb l'emperadriu Txelpan Mulk Agha, a la que (una vegada reposada) va portar a Samarcanda).
Va participar en la batalla d'Ankara (28 de juliol de 1402) on no se l'esmente per res en especial. Després de la batalla Tamerlà el va enviar com escorta i ajudant del príncep Khalil Sultan, cap a Samarcanda, on el príncep havia de cobrir qualsevol eventualitat a la frontera amb Turquestan (també anava a l'escorta l'amir Dewlet Timur Tawaji o Dawlat Timur Tavachi).
A la mort de Tamerlà (1405) va quedar en el costat dels amirs que donaven suport a Khalil Sultan. Quan aquest es va reconciliar amb Sultan Husayn (maig) li va confiar unes tropes amb les que va sortir de Samarcanda en direcció al riu Jihun acompanyat per alguns amirs entre els quals Mubàixir Bahadur, Kodadad Husayni, Arghun Xah, Khoja Yusuf i Timur Khoja. De camí Sultan Husayn va anunciar als amirs que es reunissin per escoltar un esdeveniment important. Els amirs es van reunir i Husayn, amb una vintena de fidels, els va fer arrestar i Khoja Yusuf i Timur Khoja foren executats al moment; als altres, que es van agenollar i van implorar tremolant, els va perdonar la vida a canvi de forts juraments de lleialtat i els va donar comandaments. Amb aquestes forces es va dirigir a Samarcanda d'on es va retirar Khalil però deixant amirs als que va donar importants quantitats. Les forces de Husayn i de Khalil es van trobar en un lloc anomenat Jekdalik, proper a Kix; però abans de la batalla els amirs Mubàixir, Kodadad Husayni, Arghun Xah i altres es van passar a Khalil i les tropes van seguir l'exemple (15 de juliol de 1405). Sultan Husayn va fugir i Khalil va retornar a Samarcanda.
Va estar proper a l'amir Xaikh Nur al-Din, que va passar uns anys apartat a Bukharà. Quan Xah Rukh va entrar a Samarcanda el 1409, Nur al-Din i Mubaixir foren admesos entre els grans amirs. Quan Nur al-Din es va preparar per enfrontar a les forces imperials prop de Kizil Ribat i del riu Yam, va sospitar de l'amir Mubaixir i el va fer matar.